# Finska mästerskapet i bandy 1935
Finska mästerskapet i bandy 1935 avgjordes genom en enda serie. IFK Helsingfors vann mästerskapet.

## Mästerskapsserien

### Slutställning
| Lag                 | Spelade | Vinster | Oavgjorda | Förluster | Målskillnad | Poäng |
| ------------------- | ------- | ------- | --------- | --------- | ----------- | ----- |
| IFK Helsingfors     | 5       | 3       | 1         | 1         | 18-6        | 7     |
| Viipurin Sudet      | 5       | 2       | 3         | 0         | 11-8        | 7     |
| Porvoon Akilles     | 5       | 3       | 1         | 1         | 11-11       | 7     |
| HJK                 | 5       | 1       | 2         | 2         | 10-11       | 4     |
| Viipurin Palloseura | 5       | 1       | 2         | 2         | 11-13       | 4     |
| Jukolan Pojat       | 5       | 0       | 1         | 4         | 5-17        | 1     |

IFK Helsingfors och Viipurin Sudet gjorde upp i skiljematcher om mästerskapet. Första mötet i Vyborg slutade 2-2. I Helsingfors vann IFK Helsingfors med 2-0, och blev därmed mästare.

## B-mästerskapet
Helsingin Palloseura vann B-mästerskapet Mikkelin Palloilijoiden och gick vidare tillsammans med Kronohagens IF. Kiffen vann avgörande kvalet mot Rauman Pallo-Iirot. Jukolan ej kvalificerade för Mästerskapsserien.

## AIF-final
| Lag 1              | Resultat | Lag 2              |
| ------------------ | -------- | ------------------ |
| Talikkalan Toverit | 5-1      | Helsingin Kullervo |

### Fotnoter
1. ↑  http://www.splsatakunta.fi/hist0.htm#PERUSTAMINEN Arkiverad 1 oktober 2012 hämtat från the Wayback Machine.